# Puchar Europy w narciarstwie alpejskim
Puchar Europy w narciarstwie alpejskim – coroczny cykl zawodów w narciarstwie alpejskim organizowany przez Międzynarodową Federację Narciarską - FIS. Składa się z około 70 imprez kobiecych i męskich, rozgrywanych we wszystkich konkurencjach alpejskich - slalomie, slalomie gigancie, supergigancie i zjeździe. Wybrane zawody (zjazd i slalom) stanowią dodatkowo kombinację alpejską. 
Puchar Europy, wraz z cyklami Nor-Am Cup, South American Cup, Far East Cup oraz Australia New Zealand Cup, należy do grupy zawodów, które stanowią zaplecze Pucharu Świata. W zawodach tych stosuje się punktację obowiązującą w Pucharze Świata. Po raz pierwszy Puchar Europy rozegrano w sezonie 1971/1972, w klasyfikacji generalnej zwyciężyli wtedy Włoch Ilario Pegorari wśród mężczyzn oraz Francuzka Fabienne Serrat wśród kobiet. Pierwotnie rozgrywano trzy konkurencje: slalom, slalom gigant i zjazd. Od sezonu 1985/1986 zaczęto rozgrywać supergigant, a od sezonu 2005/2006 rozgrywana jest także superkombinacja.

## Wyniki

### Kobiety
| Sezon     | Generalna                             | Zjazd                              | Super-G                  | Gigant                                           | Slalom                            | Superkombinacja       |
| --------- | ------------------------------------- | ---------------------------------- | ------------------------ | ------------------------------------------------ | --------------------------------- | --------------------- |
| 2024/2025 | Nadine Fest                           | Nadine Fest                        | Nadine Fest              | Nina Astner                                      | Marion Chevrier                   | —                     |
| 2023/2024 | Janine Schmitt                        | Emily Schöpf                       | Janine Schmitt           | Ilaria Ghisalberti                               | Bianca Bakke Westhoff             | —                     |
| 2022/2023 | Nadine Fest                           | Nadine Fest                        | Michaela Heider          | Hilma Lövblom                                    | Moa Boström Müssener              | —                     |
| 2021/2022 | Franziska Gritsch                     | Juliana Suter                      | Christina Ager           | Simone Wild                                      | Aline Danioth                     | —                     |
| 2020/2021 | Marte Monsen                          | Lisa Grill                         | Jasimna Suter            | Marte Monsen                                     | Andreja Slokar                    | —                     |
| 2019/2020 | Nadine Fest                           | Nadine Fest                        | Nadine Fest              | Sara Rask                                        | Jessica Hilzinger                 | Nadine Fest           |
| 2018/2019 | Elisabeth Reisinger                   | Elisabeth Reisinger                | Elisabeth Reisinger      | Kaja Norbye                                      | Lara Della Mea                    | Nicole Good           |
| 2017/2018 | Nina Ortlieb                          | Ariane Rädler                      | Lisa Hörnblad            | Kristine Gjelsten Haugen Thea Louise Stjernesund | Aline Danioth                     | Lisa Hörnblad         |
| 2016/2017 | Kristina Riis-Johannessen             | Sabrina Maier                      | Nadine Fest              | Kristin Anna Lysdahl                             | Anna Swenn-Larsson                | Nadine Fest           |
| 2015/2016 | Maren Skjøld                          | Kira Weidle                        | Verena Gasslitter        | Stephanie Brunner                                | Maren Skjøld                      | Maren Skjøld          |
| 2014/2015 | Ricarda Haaser                        | Ramona Siebenhofer                 | Romane Miradoli          | Ricarda Haaser                                   | Lisa-Maria Zeller                 | Marion Pellissier     |
| 2013/2014 | Michelle Gisin                        | Corinne Suter                      | Corinne Suter            | Ylva Stålnacke                                   | Michelle Gisin                    | Maria Therese Tviberg |
| 2012/2013 | Ramona Siebenhofer                    | Sofia Goggia                       | Cornelia Hütter          | Ramona Siebenhofer                               | Michela Azzola                    | Romane Miradoli       |
| 2011/2012 | Lisa Magdalena Agerer                 | Lisa Magdalena Agerer              | Enrica Cipriani          | Lisa Magdalena Agerer                            | Veronika Zuzulová                 | Sofia Goggia          |
| 2010/2011 | Jessica Depauli                       | Stefanie Moser Mariella Voglreiter | Jessica Depauli          | Lisa Magdalena Agerer                            | Fanny Chmelar                     | Jessica Depauli       |
| 2009/2010 | Lena Dürr                             | Rabea Grand                        | Mariella Voglreiter      | Lene Løseth                                      | Bernadette Schild                 | Elena Curtoni         |
| 2008/2009 | Karin Hackl                           | Stefanie Moser                     | Margret Altacher         | Karin Hackl                                      | Marianne Mair                     | Jessica Pünchera      |
| 2007/2008 | Lara Gut                              | Lara Gut                           | Lara Gut                 | Stefanie Köhle                                   | Irene Curtoni                     | Anna Fenninger        |
| 2006/2007 | Anna Fenninger                        | Christine Sponring                 | Anna Fenninger           | Camilla Alfieri                                  | Veronika Zuzulová                 | Maruša Ferk           |
| 2005/2006 | Anna Fenninger                        | Rabea Grand                        | Katja Wirth              | Anna Fenninger                                   | Sandrine Aubert                   | Corinne Anselmet      |
| 2004/2005 | Andrea Fischbacher                    | Carmen Casanova                    | Ingrid Rumpfhuber        | Michaela Kirchgasser                             | Katarzyna Karasińska              | —                     |
| 2003/2004 | Karin Blaser                          | Karin Blaser                       | Kathrin Wilhelm          | Audrey Peltier                                   | Monika Bergmann Veronika Zuzulová | —                     |
| 2002/2003 | Elisabeth Görgl                       | Katja Wirth                        | Martina Lechner          | Elisabeth Görgl                                  | Elisabeth Görgl                   | —                     |
| 2001/2002 | Maria Riesch                          | Maria Riesch                       | Katja Wirth              | Britt Janyk                                      | Line Viken                        | —                     |
| 2000/2001 | Lilian Kummer                         | Ingrid Rumpfhuber                  | Barbara Kleon            | Lilian Kummer                                    | Henna Raita                       | —                     |
| 1999/2000 | Selina Heregger                       | Kerstin Reisenhofer                | Corinne Imlig            | Selina Heregger                                  | Emma Pezzedi                      | —                     |
| 1998/1999 | Silvia Berger                         | Silvia Berger                      | Eveline Rohregger        | Silvia Berger                                    | Stéphanie Clement-Guy             | —                     |
| 1997/1998 | Marianna Salchinger                   | Marianna Salchinger                | Tanja Schneider          | Anja Pärson                                      | Henna Raita                       | —                     |
| 1996/1997 | Marianna Salchinger                   | Marianna Salchinger                | Marianna Salchinger      | Ingrid Jacquemod                                 | Trine Bakke Rognmo                | —                     |
| 1995/1996 | Sylviane Berthod Swietłana Gładyszewa | Swietłana Gładyszewa               | Sylviane Berthod         | Andrine Flemmen Selina Heregger Barbara Milani   | Angela Zimmermann                 | —                     |
| 1994/1995 | Karin Köllerer                        | Kristine Kristiansen               | Madlen Summermatter      | Corinne Rey-Bellet                               | Kristina Andersson                | —                     |
| 1993/1994 | Mélanie Turgeon                       | Warwara Zielenskaja                | Andrine Flemmen          | Anne Berge                                       | Christiane Abenthung              | —                     |
| 1992/1993 | Kristina Andersson                    | Eleonore Richon                    | Sophie Lefranc-Duvillard | Sabina Panzanini                                 | Christina Riegel                  | —                     |
| 1991/1992 | Lara Magoni                           | Swietłana Gładyszewa               | Alexandra Meissnitzer    | Marcella Biondi                                  | Annelise Coberger                 | —                     |
| 1990/1991 | Alexandra Meissnitzer                 | Gabriele Papp                      | Alexandra Meissnitzer    | Alexandra Meissnitzer                            | Annelise Coberger                 | —                     |
| 1989/1990 | Agneta Hjorth                         | —                                  | Karin Köllerer           | Merete Fjeldavlie                                | Elfi Eder                         | —                     |
| 1988/1989 | Sabine Ginther                        | Sabine Ginther                     | Emi Kawabata             | Elisabeth Giger                                  | Monique Pelletier                 | —                     |
| 1987/1988 | Petra Bernet                          | Barbara Sadleder                   | Petra Bernet             | Sandra Burn                                      | Camilla Lundbäck                  | —                     |
| 1986/1987 | Christa Kinshofer                     | Marlis Spescha                     | Christa Kinshofer        | Christa Kinshofer                                | Christine von Grünigen            | —                     |
| 1985/1986 | Chantal Bournissen                    | Chantal Bournissen                 | Astrid Geisler           | Cecilia Lucco                                    | Catharina Glassér-Bjerner         | —                     |
| 1984/1985 | Karin Buder                           | Astrid Geisler                     | —                        | Regula Betschart                                 | Karin Buder                       | —                     |
| 1983/1984 | Anita Wachter                         | Gudrun Arnitz                      | —                        | Anita Wachter                                    | Ulrike Maier                      | —                     |
| 1982/1983 | Christine von Grünigen                | Veronika Wallinger                 | —                        | Christine von Grünigen                           | Christine von Grünigen            | —                     |
| 1981/1982 | Sonja Stotz                           | Sieglinde Winkler                  | —                        | Corinne Eugster Claudia Riedl                    | Rosi Aschenwald                   | —                     |
| 1980/1981 | Diane Haight                          | Laure Alberti                      | —                        | Blanca Fernández Ochoa                           | Dorota Tlałka-Mogore              | —                     |
| 1979/1980 | Erika Gfrerer                         | Erika Gfrerer                      | —                        | Erika Gfrerer                                    | Olga Charvatová                   | —                     |
| 1978/1979 | Bente Dahlum                          | Heidi Riedler                      | —                        | Torill Fjeldstad                                 | Cinzia Valt                       | —                     |
| 1977/1978 | Christine Loike                       | Monika Bader                       | —                        | Christine Loike                                  | Wilma Gatt                        | —                     |
| 1976/1977 | Ursula Konzett                        | Evelyne Dirren Martina Ellmer      | —                        | Ursula Konzett                                   | Martine Couttet                   | —                     |
| 1975/1976 | Gabi Hauser                           | Gabi Hauser                        | —                        | Maria Kurz-Schlechter                            | Thea Gamper                       | —                     |
| 1974/1975 | Dagmar Kuzmanová                      | Angelika Rudigier                  | —                        | Marlies Mathis                                   | Dagmar Kuzmanová                  | —                     |
| 1973/1974 | Elena Matous                          | Elfi Deufl                         | —                        | Conchita Puig                                    | Elena Matous                      | —                     |
| 1972/1973 | Martine Couttet                       | Angelika Rudigier                  | —                        | Martine Ducroz                                   | Martine Couttet                   | —                     |
| 1971/1972 | Fabienne Serrat                       | Brigitte Jeandel                   | —                        | Irmgard Lukasser                                 | Fabienne Serrat                   | —                     |

### Mężczyźni
| Sezon     | Generalna                       | Zjazd                      | Super-G                 | Gigant                              | Slalom                      | Superkombinacja       |
| --------- | ------------------------------- | -------------------------- | ----------------------- | ----------------------------------- | --------------------------- | --------------------- |
| 2024/2025 | Oscar Andreas Sandvik           | Livio Hiltbrand            | Vincent Wieser          | Lenz Hächler                        | Oscar Andreas Sandvik       | —                     |
| 2023/2024 | Manuel Traninger                | Livio Hiltbrand            | Florian Loriot          | Jonas Stockinger                    | Theodor Brækken             | —                     |
| 2022/2023 | Josua Mettler                   | Marco Kohler               | Arnaud Boisset          | Josua Mettler                       | Halvor Hilde Gunleiksrud    | —                     |
| 2021/2022 | Giovanni Franzoni               | Ralph Weber                | Giovanni Franzoni       | Joan Verdú                          | Alexander Steen Olsen       | —                     |
| 2020/2021 | Maximilian Lahnsteiner          | Victor Schuller            | Stefan Rogentin         | Dominik Raschner                    | Billy Major                 | —                     |
| 2019/2020 | Atle Lie McGrath                | Valentin Giraud Moine      | Raphael Haaser          | Atle Lie McGrath                    | Sebastian Holzmann          | Robin Buffet          |
| 2018/2019 | Simon Maurberger                | Nils Mani                  | Roy Piccard             | Lucas Braathen                      | Istok Rodeš                 | Sam Alphand           |
| 2017/2018 | Johannes Strolz                 | Christopher Neumayer       | Christoph Krenn         | Dominik Raschner                    | Matej Vidović               | Daniel Danklmaier     |
| 2016/2017 | Gilles Roulin                   | Gilles Roulin              | Gilles Roulin           | Elia Zurbriggen                     | Reto Schmidiger             | Stefan Rogentin       |
| 2015/2016 | Bjørnar Neteland                | Christian Walder           | Emanuele Buzzi          | Stefan Brennsteiner                 | Robin Buffet                | Paolo Pangrazzi       |
| 2014/2015 | Riccardo Tonetti                | Joachim Puchner            | Patrick Schweiger       | Roland Leitinger                    | Riccardo Tonetti            | Bjørnar Neteland      |
| 2013/2014 | Thomas Tumler                   | Silvan Zurbriggen          | Thomas Tumler           | Žan Kranjec                         | Daniel Yule                 | Vincent Kriechmayr    |
| 2012/2013 | Aleksander Aamodt Kilde         | Ralph Weber                | Aleksander Aamodt Kilde | Manuel Pleisch                      | David Ryding                | Victor Muffat Jeandet |
| 2011/2012 | Florian Scheiber                | Johannes Kröll             | Florian Scheiber        | Siergiej Majtakow                   | Victor Muffat Jeandet       | Vincent Kriechmayr    |
| 2010/2011 | Alexis Pinturault               | Manuel Kramer              | Matthias Mayer          | Alexis Pinturault                   | Nolan Kasper                | Bernhard Graf         |
| 2009/2010 | Christian Spescha               | Cornel Züger               | Petr Záhrobský          | Christoph Nösig                     | Anton Lahdenperä            | Paolo Pangrazzi       |
| 2008/2009 | Florian Scheiber                | Patrick Küng               | Petr Záhrobský          | Alexander Ploner                    | Mattias Hargin              | Hagen Patscheider     |
| 2007/2008 | Marcel Hirscher                 | Rok Perko                  | Olivier Brand           | Jukka Leino                         | Marcel Hirscher             | Stefan Thanei         |
| 2006/2007 | Peter Struger                   | Johan Clarey               | Olivier Brand           | Marcus Sandell                      | Alexander Koll              | Johan Clarey          |
| 2005/2006 | Michael Gufler                  | Romed Baumann              | Georg Streitberger      | Michael Gufler                      | Mattias Hargin              | Jens Byggmark         |
| 2004/2005 | Kjetil Jansrud Hannes Reichelt  | Konrad Hari                | Walter Girardi          | Kjetil Jansrud                      | Kjetil Jansrud              | —                     |
| 2003/2004 | Matthias Lanzinger              | Thomas Graggaber           | Georg Streitberger      | Alexander Ploner                    | Patrick Thaler              | —                     |
| 2002/2003 | Norbert Holzknecht              | Norbert Holzknecht         | Norbert Holzknecht      | Hannes Reichelt                     | Aksel Lund Svindal          | —                     |
| 2001/2002 | Martin Marinac                  | Andreas Buder              | Freddy Rech             | Martin Marinac                      | Stéphane Tissot             | —                     |
| 2000/2001 | Ambrosi Hoffmann                | Ambrosi Hoffmann           | Stephan Görgl           | Sami Uotila                         | Manfred Pranger             | —                     |
| 1999/2000 | Christoph Gruber                | Ivan Bormolini             | Patrick Wirth           | Raphaël Burtin                      | Mario Matt                  | —                     |
| 1998/1999 | Michael Walchhofer              | Yasuyuki Takishita         | Patrick Wirth           | Gerhard Königsrainer                | Michael Walchhofer          | —                     |
| 1997/1998 | Benjamin Raich                  | Norbert Holzknecht         | Christoph Gruber        | Benjamin Raich                      | Benjamin Raich              | —                     |
| 1996/1997 | Stephan Eberharter              | Stephan Eberharter         | Stephan Eberharter      | Heinz Schilchegger                  | Joël Chenal Richard Gravier | —                     |
| 1995/1996 | Hermann Maier                   | Norbert Holzknecht         | Fritz Strobl            | Hermann Maier                       | Thomas Sykora               | —                     |
| 1994/1995 | Andreas Schifferer              | Andreas Schifferer         | Patrick Wirth           | Marcel Sulliger                     | Bernhard Bauer              | —                     |
| 1993/1994 | Patrick Staub                   | Daniel Brunner             | Alessandro Fattori      | Urs Kälin                           | Patrick Staub               | —                     |
| 1992/1993 | Marcel Sulliger                 | David Pretot               | Marco Hangl             | Luca Pesando                        | Patrick Staub               | —                     |
| 1991/1992 | Marcel Sulliger                 | Werner Franz               | Marcel Sulliger         | Hans Pieren                         | Thomas Fogdö                | —                     |
| 1990/1991 | Tobias Barnerssoi Markus Eberle | Christophe Plé             | Jerome Noviant          | Tobias Barnerssoi                   | Dietmar Thöni               | —                     |
| 1989/1990 | Christian Polig                 | —                          | Peter Wirnsberger II    | Peter Olsson                        | Christian Polig             | —                     |
| 1988/1989 | Stephan Eberharter              | Kristian Ghedina           | Tomaž Čižman            | Attilio Barcella Stephan Eberharter | Peter Jurko                 | —                     |
| 1987/1988 | Konrad Walk                     | Xavier Gigandet            | Walter Gugele           | Konrad Walk                         | Christian Orlainsky         | —                     |
| 1986/1987 | Helmut Mayer                    | William Besse Werner Marti | Helmut Mayer            | Helmut Mayer                        | Tetsuya Okabe               | —                     |
| 1985/1986 | Rudolf Nierlich                 | Michael Plöchinger         | Rainer Salzgeber        | Rudolf Nierlich                     | Carlo Gerosa                | —                     |
| 1984/1985 | Luc Genolet                     | Karl Alpiger               | —                       | Rudolf Nierlich                     | Mathias Berthold            | —                     |
| 1983/1984 | Dietmar Köhlbichler             | Luc Genolet                | —                       | Josef Schick                        | Dietmar Köhlbichler         | —                     |
| 1982/1983 | Bill Johnson                    | Bill Johnson               | —                       | Günther Mader                       | Peter Mally                 | —                     |
| 1981/1982 | Hubert Strolz                   | Karl Alpiger               | —                       | Hubert Strolz                       | Klaus Heidegger             | —                     |
| 1980/1981 | Ernst Riedlsperger              | Bernhard Flaschberger      | —                       | Hubert Strolz                       | Lars-Göran Halvarsson       | —                     |
| 1979/1980 | Siegfried Kerschbaumer          | Dieter Amann               | —                       | Tiziano Bieler                      | Bengt Fjällberg             | —                     |
| 1978/1979 | Jarle Halsnes                   | Urs Räber                  | —                       | Juan Manuel Fernández Ochoa         | Aleksandr Żyrow             | —                     |
| 1977/1978 | Leonardo David                  | Silvano Meli               | —                       | Alex Giorgio                        | Leonardo David              | —                     |
| 1976/1977 | Petyr Popangełow                | Günther Alster             | —                       | Arnold Senoner                      | Mauro Bernardi              | —                     |
| 1975/1976 | Bruno Confortola                | Karl Anderson              | —                       | Bruno Confortola                    | Sepp Oberfrank              | —                     |
| 1974/1975 | Diego Amplatz                   | Kurt Engstler              | —                       | Miloslav Sochor                     | Alfred Hagn                 | —                     |
| 1973/1974 | Christian Witt-Dörring          | Christian Witt-Dörring     | —                       | Werner Mattle                       | Giulio Corradi              | —                     |
| 1972/1973 | Fausto Radici                   | Peter Feyersinger          | —                       | Josef Loidl                         | Fausto Radici               | —                     |
| 1971/1972 | Ilario Pegorari                 | Kurt Engstler              | —                       | Hubert Berchtold                    | Giulio Corradi              | —                     |